# Cantone di Saint-Sébastien-sur-Loire
Il Cantone di Saint-Sébastien-sur-Loire è una divisione amministrativa dell'Arrondissement di Nantes.
È stato costituito a seguito della riforma approvata con decreto del 25 febbraio 2014, che ha avuto attuazione dopo le elezioni dipartimentali del 2015.

## Composizione
Comprende i 3 comuni di:
- Basse-Goulaine
- Haute-Goulaine
- Saint-Sébastien-sur-Loire